# آبروسوو (استان ایوانوف)
آبروسوو (به لاتین: Abrosovo) یک منطقهٔ مسکونی در روسیه است که در استان ایوانوف واقع شده‌است.